# Tmarus bedoti
Tmarus bedoti är en spindelart som beskrevs av Roger de Lessert 1928. Tmarus bedoti ingår i släktet Tmarus och familjen krabbspindlar.
Artens utbredningsområde är Kongo. Inga underarter finns listade i Catalogue of Life.